# Rhynchotheca
Rhynchotheca, monotipski biljni rod u porodici Francoaceae, čija je jedina vrsta R. spinosa iz Ekvadora i Perua.
R. spinosa je grm koji raste prvenstveno u planinskom tropskom biomu.

## Sinonimi
- Aulacostigma inerme Turcz.
- Rhynchotheca diversifolia Kunth
- Rhynchotheca integrifolia Kunth
- Rhynchotheca spinosa var. diversifolia R.Knuth
- Rhynchotheca spinosa var. integrifolia (Kunth) R.Knuth
- Rhynchotheca spinosa var. lobata R.Knuth